# Canta y sé feliz
Chansons représentant l'Espagne au Concours Eurovision de la chanson
Eres tú
(1973) Tú volverás
(1975)
Singles de Peret
Corazón de madera
(1974) Dime por qué
(1975)
Canta y sé feliz (« Chante et sois heureux ») est la chanson représentant l'Espagne au Concours Eurovision de la chanson 1974. Elle est écrite et interprétée par Peret.

## Composition
Canta y sé feliz est une chanson rythmée appartenant au genre de la rumba catalane, avec à la fois la musique et les paroles signées Peret.

## Eurovision
Le radiodiffuseur espagnol, la Televisión Española (TVE), choisit en interne l'artiste et la chanson représentant l'Espagne au Concours Eurovision de la chanson 1974. Comme le veut la coutume, la chanson est intégralement interprétée en espagnol, langue nationale de l'Espagne, le choix de la langue est toutefois libre entre 1973 et 1976.
La chanson est la troisième de la soirée, suivant Long Live Love interprétée par Olivia Newton-John pour le Royaume-Uni et précédant The First Day of Love interprétée par Anne-Karine Strøm pour la Norvège.
À la fin des votes, elle obtient dix points et finit à la neuvième place sur dix-sept participants.

## Classements hebdomadaires
| Classement (1974)                | Meilleure position |
| -------------------------------- | ------------------ |
| Espagne (El Musical)             | 3                  |
| Pays-Bas (Nederlandse Tipparade) | 5                  |
| Pays-Bas (Single Top 100)        | 21                 |